# Leichtathletik-Asienmeisterschaften 2023
Die 25. Leichtathletik-Asienmeisterschaften wurden vom 12. bis zum 16. Juli in Bangkok, der Hauptstadt Thailands, ausgetragen. Damit fanden die Asienmeisterschaften das erste Mal in Thailand statt. Es war die erste Austragung des Wettbewerbs seit 2019, nachdem die für 2021 in Hangzhou angesetzte Veranstaltung aufgrund der COVID-19-Pandemie abgesagt wurde.

## Männer

### 100 m
| Platz | Athlet                  | Land | Zeit (s) |
| ----- | ----------------------- | ---- | -------- |
| 1     | Hiroki Yanagita         | JPN  | 10,02 PB |
| 2     | Abdullah Abkar Mohammed | KSA  | 10,19    |
| 3     | Hassan Taftian          | IRI  | 10,23    |
| 4     | Femi Ogunode            | QAT  | 10,25    |
| 5     | Muhd Azeem Fahmi        | MAS  | 10,25    |
| 6     | Ryūichirō Sakai         | JPN  | 10,26    |
| 7     | Chen Jiapeng            | CHN  | 10,30    |
| 8     | Yang Chun-Han           | TPE  | 10,31    |

Finale: 14. Juli
Wind: 0,0 m/s

### 200 m
| Platz | Athlet                    | Land | Zeit (s)    |
| ----- | ------------------------- | ---- | ----------- |
| 1     | Towa Uzawa                | JPN  | 20,23 CR PB |
| 2     | Yang Chun-Han             | TPE  | 20,48 SB    |
| 3     | Koki Ueyama               | JPN  | 20,53       |
| 4     | Xie Zhenye                | CHN  | 20,66       |
| 5     | Ko Seung-hwan             | KOR  | 20,66 SB    |
| 6     | Abdulaziz Abdui Atafi     | KSA  | 20,74 PB    |
| 7     | Fahhad Mohammed al-Subaie | KSA  | 21,10       |
| 8     | Femi Ogunode              | QAT  | 29,03       |

Finale: 16. Juli
Wind: −0,4 m/s

### 400 m
| Platz | Athlet                      | Land | Zeit (s) |
| ----- | --------------------------- | ---- | -------- |
| 1     | Kentarō Satō                | JPN  | 45,00 PB |
| 2     | Fuga Satō                   | JPN  | 45,13 PB |
| 3     | Youssef Masrahi             | KSA  | 45,19 SB |
| 4     | Muhammed Ajmal Variyathodi  | IND  | 45,36 PB |
| 5     | Ashraf Hussen Osman         | QAT  | 45,61    |
| 6     | Rajesh Ramesh               | IND  | 45,67 PB |
| 7     | Aruna Dharshana             | SRI  | 45,69    |
| 8     | Rajitha Neranjan Rajakaruna | SRI  | 46,60    |

Finale: 13. Juli

### 800 m
| Platz | Athlet                       | Land | Zeit (min) |
| ----- | ---------------------------- | ---- | ---------- |
| 1     | Abubaker Haydar Abdalla      | QAT  | 1:45,53    |
| 2     | Krishan Kumar                | IND  | 1:45,88 PB |
| 3     | Ebrahim al-Zofairi           | KUW  | 1:46,11 SB |
| 4     | Liu Dezhu                    | CHN  | 1:46,77 PB |
| 5     | Abdirahman Saeed Hassan      | QAT  | 1:46,81 SB |
| 6     | Abdullah al-Yaari            | YEM  | 1:48,71    |
| 7     | Mohammed Afsal Pulikkalakath | IND  | 1:48,77    |
| 8     | Shō Kawamoto                 | JPN  | 1:49,59    |

Finale: 16. Juli

### 1500 m
| Platz | Athlet                                 | Land | Zeit (min) |
| ----- | -------------------------------------- | ---- | ---------- |
| 1     | Ajay Kumar Saroj                       | IND  | 3:41,51    |
| 2     | Yūsuke Takahashi                       | JPN  | 3:42,04    |
| 3     | Liu Dezhu                              | CHN  | 3:42,30    |
| 4     | Nursultan Kengeschbekow                | KGZ  | 3:43,25 SB |
| 5     | Mohamad al-Garni                       | QAT  | 3:43,31    |
| 6     | Abdirahman Saeed Hassan                | QAT  | 3:44,84    |
| 7     | Raed al-Jadani                         | KSA  | 3:45,17 PB |
| 8     | Kazuki Kawamura                        | JPN  | 3:45,46    |
| 9     | Mussulman Dscholomanow                 | KGZ  | 3:45,70 SB |
| 10    | Lương Đức Phước                        | VIE  | 3:46,81    |
| 11    | Jinson Johnson                         | IND  | 3:46,91    |
| 12    | Husain Mohsin al-Farsi                 | OMA  | 3:47,12    |
| 13    | Mukesh Pal                             | NEP  | 3:53,31    |
| 14    | Wahyudi Putra                          | INA  | 3:54,35 SB |
| 15    | Tamer Qaoud                            | PLE  | 3:56,93    |
| 16    | Dawaanyam Myagmarsuren                 | MGL  | 3:56,94    |
| 17    | Pongsakorn Suksawat                    | THA  | 3:58,66    |
| 18    | Hussain Fazeel Haroon                  | MDV  | 3:58,77    |
| 19    | Abdulla Abdulkareem Abdulla al-Haswali | YEM  | 4:07,02    |

13. Juli

### 5000 m
| Platz | Athlet                      | Land | Zeit (min)  |
| ----- | --------------------------- | ---- | ----------- |
| 1     | Hyūga Endō                  | JPN  | 13:34,94    |
| 2     | Kazuya Shiojiri             | JPN  | 13:43,92    |
| 3     | Gulveer Singh               | IND  | 13:48,33    |
| 4     | Shohrux Davlyatov           | UZB  | 13:57,76 PB |
| 5     | Mohamad al-Garni            | QAT  | 14:16,48    |
| 6     | Yaser Salem Bagharab        | QAT  | 14:22,23    |
| 7     | Nursultan Kengeschbekow     | KGZ  | 14:23,25    |
| 8     | Shadrack Kimutai Koech      | KAZ  | 14:24,86 SB |
| 9     | Youssef Mohamed al-Asiri    | KSA  | 14:30,02    |
| 10    | Dambadardschaagiin Gantulga | MGL  | 14:32,86 PB |
| 11    | Mukesh Pal                  | NEP  | 14:33,50    |
| 12    | Robi Syianturi              | INA  | 14:33,51 PB |
| 13    | Zhaxi Ciren                 | CHN  | 14:58,54    |
| 14    | Abhishek Pal                | IND  | 15:00,03    |
| 15    | Sonny Wagdos                | PHI  | 15:31,57    |
| 16    | Pongsakorn Suksawat         | THA  | 15:37,39    |
| 17    | Tse Chun Yin                | HKG  | 15:49,42    |
| 18    | Soe Than Htike              | MYA  | 17:35,66    |

16. Juli

### 10.000 m
| Platz | Athlet                      | Land | Zeit (min)  |
| ----- | --------------------------- | ---- | ----------- |
| 1     | Ren Tazawa                  | JPN  | 29:18,44    |
| 2     | Shadrack Kimutai Koech      | KAZ  | 29:31,63 SB |
| 3     | Abhishek Pal                | IND  | 29:33,26    |
| 4     | Yuto Imae                   | JPN  | 29:34,28    |
| 5     | Gulveer Singh               | IND  | 29:53,69    |
| 6     | Dambadardschaagiin Gantulga | MGL  | 30:31,35 PB |
| 7     | Chen Tianyu                 | CHN  | 30:41,00    |
| 8     | Shohrux Davlyatov           | UZB  | 30:59,80    |
| 9     | Rikki Martin Simbolon       | INA  | 31:17,12    |
| 10    | Deepak Adhikari             | NEP  | 31:18,96    |
| 11    | Agus Prayogo                | INA  | 31:39,75 SB |
| 12    | Nattawut Innum              | THA  | 32:31,86    |
| 12    | Sanchai Namkhet             | THA  | 32:31,86    |
| 14    | Arlan Estobo                | PHI  | 33:51,06    |
| 15    | Tse Chun Yin                | HKG  | 34:21,06    |
|       | Sonny Wagdos                | PHI  | DNF         |

12. Juli

### 110 m Hürden
| Platz | Athlet                 | Land | Zeit (s) |
| ----- | ---------------------- | ---- | -------- |
| 1     | Shunya Takayama        | JPN  | 13,29    |
| 2     | Xu Zhuoyi              | CHN  | 13,39 PB |
| 3     | Yaqoub al-Youha        | KUW  | 13,56    |
| 4     | John Cabang            | PHI  | 13,56 PB |
| 5     | Taiga Yokochi          | JPN  | 13,59    |
| 6     | Dawid Jefremow         | KAZ  | 13,60    |
| 7     | Natthaphon Dansungnoen | THA  | 13,66    |
| 8     | Ning Xiaohan           | CHN  | 13,81    |

Finale: 14. Juli

Wind: +0,6 m/s

### 400 m Hürden
| Platz | Athlet                     | Land | Zeit (s) |
| ----- | -------------------------- | ---- | -------- |
| 1     | Bassem Hemeida             | QAT  | 48,64 PB |
| 2     | Yūsaku Kodama              | JPN  | 48,96    |
| 3     | Santhosh Kumar Tamilarasan | IND  | 49,09 PB |
| 4     | Xie Zhiyu                  | CHN  | 49,19 PB |
| 5     | Mahdi Pirjahan             | IRI  | 49,55 SB |
| 6     | Eric Cray                  | PHI  | 49,76 SB |
| 7     | Peng Ming-yang             | TPE  | 50,33    |
|       | Yashas Palaksha            | IND  | DNS      |

Finale: 15. Juli

### 3000 m Hindernis
| Platz | Athlet                | Land | Zeit (min) |
| ----- | --------------------- | ---- | ---------- |
| 1     | Ryōma Aoki            | JPN  | 8:34,91    |
| 2     | Yaser Salem Bagharab  | QAT  | 8:37,11    |
| 3     | Seiya Sunada          | JPN  | 8:39,17    |
| 4     | Bal Kishan            | IND  | 8:46,98    |
| 5     | Mousab Adam Ali       | QAT  | 8:53,71    |
| 6     | Wesam al-Farsi        | A    | 9:02,68    |
| 7     | Zhaxi Ciren           | CHN  | 9:06,25    |
| 8     | Pandu Sukarya         | INA  | 9:10,49    |
| 9     | Tanes Somduan         | THA  | 9:50,10    |
| 10    | Wongchai Pongsurachat | THA  | 10:20,76   |
|       | Nguyễn Trung Cường    | VIE  | DNF        |
|       | Mohd Nur Hasan        | IND  | DNF        |
|       | Bader Ali al-Amrani   | KSA  | DNF        |

14. Juli

### 4 × 100 m Staffel
| Platz | Land                | Athleten | Zeit (s)    |
| ----- | ------------------- | --- | ----------- |
| 1     | Thailand            | Natawat Iamudom Soraoat Dapbang Chayut Khongprasit Puripol Boonson | 38,55 CR NR |
| 2     | Volksrepublik China | Wu Zhiqiang Xie Zhenye Chen Jiapeng Chen Guanfeng | 38,87       |
| 3     | Südkorea            | Simon Lee Ko Seung-hwan Shin Min-kyu Park Won-jin | 38,99       |
| 4     | Saudi-Arabien       | Mohamed Daoud Abdullah Fahhad Mohammed al-Subaie Mahmoud Hafiz Ibrahim Abdullah Abkar Mohammed                                                                                     | 39,12       |
| 5     | Oman                | Rashid al-Aasmi Barakat al-Harthi Mohamed Obaid al-Saadi Khalid Saleh al-Ghailani im Vorlauf außerdem: Mohammed Hamdan Said Ahmed Mubarak Saleh Husain Mohsin al-Farsi Som Bahadur | 39,17 NR    |
| 6     | Malaysia            | Khairul Hafiz Jantan Jonathan Nyepa Mohamed Thaqif Muhd Azeem Fahmi | 39,17       |
| 7     | Singapur            | Calvin Quek Joshua Hanwei Chua Mark Ren Lee Marc Brian Louis | 39,32       |
| 8     | Chinesisch Taipeh   | Wei Tai-sheng Chen Wen-pu Yang Chun-Han Wang Wei-hsu | 48,96       |

Finale: 12. Juli

### 4 × 400 m Staffel
| Platz | Land        | Athleten | Zeit (s)      |
| ----- | ----------- | --- | ------------- |
| 1     | Sri Lanka   | Aruna Dharshana Rajitha Neranjan Rajakaruna Pabasara Niku Kalinga Kumarage im Vorlauf außerdem: Lakshan Kodikara                                 | 3:01,56 CR NR |
| 2     | Indien      | Amoj Jacob Muhammed Ajmal Variyathodi Mijo Chacko Kurian Rajesh Ramesh im Vorlauf außerdem: Nihal William Rahul Kadam                            | 3:01,80       |
| 3     | Katar       | Bassem Hemeida Abubaker Haydar Abdalla Ismail Doudai Abakar Ashraf Hussen Osman im Vorlauf außerdem: Abdirahman Saeed Hassan Oumar Doudai Abakar | 3:04,26       |
| 4     | Irak        | Yasir Ali al-Saadi Mohammed al-Lami Mohammed Abdulridha al-Tameemi Taha Hussein Yaseen                                                           | 3:04,94 NR    |
| 5     | Thailand    | Apisit Chamsri Sarawut Nuansri Jirayu Pleenaram Joshua Atkinson im Vorlauf außerdem: Lakki Yuyamadu Thawatchai Himaiad                           | 3:05,63       |
| 6     | Philippinen | Umajesty Williams Michael del Prado Joyme Sequita Frederick Ramirez                                                                              | 3:06,47 NR    |
| 7     | Malaysia    | Abdul Waify Roslan Muhammad Firdaus Bin Mohamad Zemi Rusleen Zikry Putra Roseli Umar Osman                                                       | 3:11,63       |
|       | Singapur    | | DNS           |

Finale: 16. Juli

### 20 km Gehen
| Platz | Athlet            | Land | Zeit (h)   |
| ----- | ----------------- | ---- | ---------- |
| 1     | Yūtarō Murayama   | JPN  | 1:24:40    |
| 2     | Wang Kaihua       | CHN  | 1:25:29    |
| 3     | Vikash Singh      | IND  | 1:29:32    |
| 4     | Zhang Jiaxu       | CHN  | 1:31:08    |
| 5     | Georgi Scheiko    | KAZ  | 1:31:26    |
| 6     | Hsu Chia-Wei      | TPE  | 1:31:30    |
| 7     | Hendro Hendro     | INA  | 1:35:59 SB |
| 8     | Chin Man Kit      | HKG  | 1:36:40    |
| 9     | Athit Sriwichai   | THA  | 1:42:51    |
| 10    | Natthanon Sukchum | THA  | 1:44:56    |
| 11    | Pyae Phyo Tun     | MYA  | 1:45:47 PB |
|       | Akashdeep Singh   | IND  | DSQ        |

16. Juli

### Hochsprung
| Platz | Athlet                | Land | Höhe (m) |
| ----- | --------------------- | ---- | -------- |
| 1     | Woo Sang-hyeok        | KOR  | 2,28     |
| 2     | Sarvesh Anil Kushare  | IND  | 2,26     |
| 3     | Tawan Kaewkam         | THA  | 2,26     |
| 4     | Naoto Hasegawa        | JPN  | 2,23     |
| 5     | Ryōichi Akamatsu      | JPN  | 2,23     |
| 6     | Fu Chao-hsuan         | TPE  | 2,19     |
| 7     | Tejaswin Shankar      | IND  | 2,10     |
| 8     | Michael John Kennelly | HKG  | 2,05     |
|       | Kobsit Sitthichai     | THA  | NM       |

15. Juli

### Stabhochsprung
| Platz | Athlet              | Land | Höhe (m) |
| ----- | ------------------- | ---- | -------- |
| 1     | Ernest John Obiena  | PHI  | 5,91 CR  |
| 2     | Hussain al-Hizam    | KSA  | 5,56 SB  |
| 3     | Huang Bokai         | CHN  | 5,51     |
| 4     | Tomoya Karasawa     | JPN  | 5,51     |
| 5     | Seif Heneida        | QAT  | 5,41     |
| 6     | Patsapong Amsam-ang | THA  | 5,31     |
| 7     | Han Du-hyeon        | KOR  | 5,31 SB  |
| 8     | Huang Cheng-chi     | TPE  | 5,16     |
| 9     | Iwan Towtschenik    | KAZ  | 5,01     |
|       | Cheung Pui Yin      | HKG  | NM       |
|       | Yao Jie             | CHN  | NM       |
|       | Kasinphob Chommanad | THA  | NM       |

16. Juli

### Weitsprung
| Platz | Athlet               | Land | Weite (m) |
| ----- | -------------------- | ---- | --------- |
| 1     | Lin Yu-tang          | TPE  | 8,40 CR   |
| 2     | Murali Sreeshankar   | IND  | 8,37 SB   |
| 3     | Zhang Mingkun        | CHN  | 8,08 PB   |
| 4     | Anvar Anvarov        | UZB  | 8,07      |
| 5     | Chan Ming Tai        | HKG  | 8,02 SB   |
| 6     | Shōtarō Shiroyama    | JPN  | 8,01 SB   |
| 7     | Janry Ubas           | PHI  | 7,98      |
| 8     | Lin Chia-hsing       | TPE  | 7,88 SB   |
| 9     | Ko Ho Long           | HKG  | 7,73      |
| 10    | Xaidavahn Vongsavanh | LAO  | 7,71      |
| 11    | Andre Anura          | MAS  | 7,62 SB   |
| 12    | Nguyễn Tiến Trọng    | VIE  | 7,41      |
| 13    | Ildar Ahmadijew      | TJK  | 7,18      |
| 14    | Siraphob Bunyuak     | THA  | 7,08      |
| 15    | Timur Isakov         | KGZ  | 6,91      |
| 16    | Md Ismail            | BAN  | 6,82      |
| 17    | Ho Chon Lam          | MAC  | 6,68      |

15. Juli

### Dreisprung
| Platz | Athlet                | Land | Weite (m) |
| ----- | --------------------- | ---- | --------- |
| 1     | Abdulla Aboobacker    | IND  | 16,92 SB  |
| 2     | Hikaru Ikehata        | JPN  | 16,73 SB  |
| 3     | Kim Jang-woo          | KOR  | 16,59 SB  |
| 4     | Fang Yaoqing          | CHN  | 16,44     |
| 5     | Ivan Denisov          | UZB  | 16,08     |
| 6     | Ronnie Malipay        | PHI  | 16,08 SB  |
| 7     | Nattapong Srinonta    | THA  | 16,02     |
| 8     | Wu Ruiting            | CHN  | 15,93     |
| 9     | Yu Gyu-min            | KOR  | 15,83     |
| 10    | Li Yun-chen           | TPE  | 15,60     |
| 11    | Andre Anura           | MAS  | 15,50     |
| 12    | Phumiphat Khunmangkom | THA  | 15,48     |
| 13    | Riku Itō              | JPN  | 15,47     |
| 14    | Salim al-Yarabi       | OMA  | 15,18     |
| 15    | Wong Chun Wing        | HKG  | 14,84     |
| 16    | Pratchaya Tepparak    | THA  | 14,72     |
| 17    | Che Long-kin          | MAC  | 14,34 SB  |

13. Juli

### Kugelstoßen
| Platz | Athlet                 | Land | Weite (m) |
| ----- | ---------------------- | ---- | --------- |
| 1     | Tajinderpal Singh Toor | IND  | 20,23     |
| 2     | Mehdi Saberi           | IRI  | 19,98 PB  |
| 3     | Iwan Iwanow            | KAZ  | 19,87 SB  |
| 4     | Tian Zizhong           | CHN  | 19,10     |
| 5     | Ma Hau-wei             | TPE  | 19,04     |
| 6     | Willie Morrison        | PHI  | 18,17 SB  |
| 7     | Jung Il-woo            | KOR  | 17,76     |
| 8     | Jakkaphat Noisri       | THA  | 17,73     |
| 9     | Hitoshi Okumura        | JPN  | 17,69     |
| 10    | Thongchai Silamool     | THA  | 15,85     |
|       | Mohammed Tolo          | KSA  | NM        |
|       | Eakkarin Boonlap       | THA  | NM        |

14. Juli

### Diskuswurf
| Platz | Athlet                    | Land | Weite (m) |
| ----- | ------------------------- | ---- | --------- |
| 1     | Abuduaini Tuergong        | CHN  | 61,19     |
| 2     | Essa Mohamed al-Zenkawi   | KUW  | 60,23     |
| 3     | Muhammad Irfan Shamsuddin | MAS  | 59,63     |
| 4     | Moaaz Mohamed Ibrahim     | QAT  | 59,28     |
| 5     | Yūji Tsutsumi             | JPN  | 58,90 SB  |
| 6     | Hossein Rasouli           | IRI  | 57,97     |
| 7     | Masateru Yugami           | JPN  | 57,85     |
| 8     | Jewgeni Milowazki         | KAZ  | 54,74 SB  |
| 9     | Dunyozod Savfullayev      | UZB  | 53,61 PB  |
| 10    | Bandit Singhatongkul      | THA  | 50,00     |
| 11    | Thongchai Silamool        | THA  | 49,14     |
| 12    | Keatpradit Srisai         | THA  | 48,29     |
|       | Kim Il-hyun               | KOR  | NM        |

15. Juli

### Hammerwurf
| Platz | Athlet                    | Land | Weite (m) |
| ----- | ------------------------- | ---- | --------- |
| 1     | Wang Qi                   | CHN  | 72,13     |
| 2     | Suhrob Xoʻjayev           | UZB  | 71,83     |
| 3     | Shōta Fukuda              | JPN  | 71,80 PB  |
| 4     | Ryōta Kashimura           | JPN  | 71,24     |
| 5     | Lee Yoon-chul             | KOR  | 69,74     |
| 6     | Jackie Wong Siew Cheer    | MAS  | 65,07     |
| 7     | Mohammed al-Dubaisi       | KSA  | 64,42     |
| 8     | Kittipong Boonmawan       | THA  | 62,14     |
| 9     | Mohamed Abdullah al-Zayer | KSA  | 61,48     |
| 10    | Mergen Mämmedow           | TKM  | 61,38     |
| 11    | Reza Moghaddam            | IRI  | 61,31     |
| 12    | Ayubkhon Fayozov          | UZB  | 59,80     |
| 13    | Sadat Merzuqi Ajisan      | MAS  | 59,40     |
| 14    | Amanmyrat Hommadow        | TKM  | 58.61     |

13. Juli

### Speerwurf
| Platz | Athlet                | Land | Weite (m) |
| ----- | --------------------- | ---- | --------- |
| 1     | Genki Dean            | JPN  | 83,15 SB  |
| 2     | D. P. Manu            | IND  | 81,01     |
| 3     | Muhammad Yasir        | PAK  | 79,93 PB  |
| 4     | Niu Heqing            | CHN  | 75,36     |
| 5     | Ryōhei Arai           | JPN  | 72,43     |
| 6     | Artur Gafner          | KAZ  | 71,89     |
| 7     | Cheng Chao-tsun       | TPE  | 69,54     |
| 8     | Wachirawit Sornwichai | THA  | 64,15     |
| 9     | Watcharakiat Zuesat   | THA  | 63,55     |
| 10    | Abdul Hafiz           | INA  | 62,53     |
| 11    | Hui Wai Hei           | HKG  | 60,03     |
| 12    | Kittipong Janduang    | THA  | 54,39     |

16. Juli

### Zehnkampf
| Platz | Athlet                       | Land | Punkte |
| ----- | ---------------------------- | ---- | ------ |
| 1     | Yuma Maruyama                | JPN  | 7745   |
| 2     | Suttisak Singkhon            | THA  | 7626   |
| 3     | Tejaswin Shankar             | IND  | 7527   |
| 4     | Shun Taue                    | JPN  | 7187   |
| 5     | Cho Chia-hsuan               | TPE  | 6887   |
|       | Abd el-Sajjad Saadoun Nasser | IRQ  | DNF    |

12./13. Juli

## Frauen

### 100 m
| Platz | Athletin              | Land | Zeit (s) |
| ----- | --------------------- | ---- | -------- |
| 1     | Shanti Pereira        | SGP  | 11,20 NR |
| 2     | Farzaneh Fasihi       | IRI  | 11,39 PB |
| 3     | Ge Manqi              | CHN  | 11,40    |
| 4     | Hamideh Esmaiel Nejad | IRI  | 11,46    |
| 5     | Arisa Kimishima       | JPN  | 11,56    |
| 6     | Kristina Knott        | PHI  | 11,61    |
| 7     | Aziza Sbaity          | LBN  | 11,61    |
| 8     | Trần Thị Nhi Yến      | VIE  | 11,64    |

Finale: 14. Juli
Wind: 0,0 m/s

### 200 m
| Platz | Athletin        | Land | Zeit (s) |
| ----- | --------------- | ---- | -------- |
| 1     | Shanti Pereira  | SGP  | 22,70 CR |
| 2     | Jyothi Yarraji  | IND  | 23,13 PB |
| 3     | Li Yuting       | CHN  | 23,25 PB |
| 4     | Kristina Knott  | PHI  | 23,39 SB |
| 5     | Remi Tsuruta    | JPN  | 23,48    |
| 6     | Olga Safronowa  | KAZ  | 23,63    |
| 7     | Aziza Sbaity    | LBN  | 23,77    |
| 8     | Arisa Kimishima | JPN  | 28,00    |

Finale: 16. Juli
Wind: +0,1 m/s

### 400 m
| Platz | Athletin                | Land | Zeit (s) |
| ----- | ----------------------- | ---- | -------- |
| 1     | Nadeesha Ramanayake     | SRI  | 52,61 PB |
| 2     | Farida Soliyeva         | UZB  | 52,95 PB |
| 3     | Aishwarya Mishra        | IND  | 53,07    |
| 4     | Haruna Kuboyama         | JPN  | 53,80    |
| 5     | Nanako Matsumoto        | JPN  | 53,89 SB |
| 6     | Alexandra Saljubowskaja | KAZ  | 54,54 SB |
| 7     | Laylo Allaberganova     | UZB  | 54,61    |
| 8     | Jane Christa Ming       | HKG  | 56,12    |

Finale: 13. Juli

### 800 m
| Platz | Athletin              | Land | Zeit (min)    |
| ----- | --------------------- | ---- | ------------- |
| 1     | Tharushi Karunarathna | SRI  | 2:00,66 CR NR |
| 2     | KM. Chanda            | IND  | 2:01,58 PB    |
| 3     | Gayanthika Abeyrathne | SRI  | 2:03,25       |
| 4     | Airi Ikezaki          | JPN  | 2:04,21       |
| 5     | Ayano Shiomi          | JPN  | 2:04,25       |
| 6     | Nguyễn Thị Thu Hà     | VIE  | 2:10,14       |
| 7     | Wu Hongjiao           | CHN  | 2:10,78       |
|       | Lavika Sharma         | IND  | DNF           |

Finale: 16. Juli

### 1500 m
| Platz | Athletin              | Land | Zeit (min) |
| ----- | --------------------- | ---- | ---------- |
| 1     | Nozomi Tanaka         | JPN  | 4:06,75 CR |
| 2     | Yume Gotō             | JPN  | 4:13,25 SB |
| 3     | Gayanthika Abeyrathne | SRI  | 4:14,39    |
| 4     | Xu Shuangshuang       | CHN  | 4:18,84    |
| 5     | Nguyễn Thị Oanh       | VIE  | 4:18,84 SB |
| 6     | Layla al-Masri        | PLE  | 4:25,70    |
| 7     | Lili Das              | IND  | 4:27,61    |
| 8     | Goh Chui Ling         | SGP  | 4:31,28    |
| 9     | Joginder Singh        | MAS  | 4:32,75    |
| 10    | Lodkeo Inthakoumman   | LAO  | 4:39,74    |
| 11    | Phulmati Rana         | NEP  | 4:49,72    |

12. Juli

### 5000 m
| Platz | Athletin                    | Land | Zeit (min)  |
| ----- | --------------------------- | ---- | ----------- |
| 1     | Yuma Yamamoto               | JPN  | 15:51,16    |
| 2     | Parul Chaudhary             | IND  | 15:52,35    |
| 3     | Ankita Dhyani               | IND  | 16:03,33    |
| 4     | Caroline Chepkoech Kipkirui | KAZ  | 16:10,20    |
| 5     | Bajartsogtyn Mönchdsajaa    | MGL  | 16:12,73    |
| 6     | Ma Xiuzhen                  | CHN  | 16:35,72    |
| 7     | Phạm Thị Hồng Lệ            | VIE  | 17:00,10    |
| 8     | Layla al-Masri              | PLE  | 17:07,18    |
| 9     | Rajpura Pachhai             | NEP  | 17:58,54    |
| 10    | Linda Chantachit            | THA  | 18:12,43    |
| 11    | Vut Tsz Ying                | HKG  | 18:13,90 PB |
| 12    | Pareeya Sonsem              | THA  | 18:25,15    |

16. Juli

### 10.000 m
| Platz | Athletin                    | Land | Zeit (min)  |
| ----- | --------------------------- | ---- | ----------- |
| 1     | Haruka Kokai                | JPN  | 32:59,36    |
| 2     | Momoka Kawaguchi            | JPN  | 33:18,72    |
| 3     | Bajartsogtyn Mönchdsajaa    | MGL  | 33:24,79 PB |
| 4     | Sanjivani Jadhav            | IND  | 34:04,47    |
| 5     | Odekta Elvina Naibaho       | INA  | 34:59,19 PB |
| 6     | Phạm Thị Hồng Lệ            | VIE  | 35:38,19    |
| 7     | Vut Tsz Ying                | HKG  | 38:08,37    |
| 8     | Linda Chantachit            | THA  | 38:22,25    |
| 9     | Pareeya Sonsem              | THA  | 39:52,36    |
|       | Caroline Chepkoech Kipkirui | KAZ  | DNF         |

13. Juli

### 100 m Hürden
| Platz | Athletin          | Land | Zeit (s) |
| ----- | ----------------- | ---- | -------- |
| 1     | Jyothi Yarraji    | IND  | 13,09    |
| 2     | Asuka Terada      | JPN  | 13,13    |
| 3     | Masumi Aoki       | JPN  | 13,26    |
| 4     | Vithya Ramraj     | IND  | 13,55    |
| 5     | Huỳnh Thị Mỹ Tiên | VIE  | 13,65    |
| 6     | Lui Lai Yiu       | HKG  | 13,65    |
| 7     | Zhang Bo-ya       | TPE  | 13,68    |
|       | Wu Yanni          | CHN  | DSQ      |

Finale: 13. Juli

Wind: −0,1 m/s

### 400 m Hürden
| Platz | Athletin             | Land | Zeit (s) |
| ----- | -------------------- | ---- | -------- |
| 1     | Robyn Brown          | PHI  | 57,50    |
| 2     | Eri Utsunomiya       | JPN  | 57,73    |
| 3     | Ami Yamamoto         | JPN  | 57,80    |
| 4     | Adelina Sems         | KAZ  | 57,91    |
| 5     | Nguyễn Thị Huyền     | VIE  | 58,36 SB |
| 6     | Nurxon Ochilova      | UZB  | 60,69 PB |
| 7     | Ashleigh Ma Ying Wen | HKG  | 62,17    |
| 8     | Veronika Loginova    | UZB  | 62,79    |

15. Juli

### 3000 m Hindernis
| Platz | Athletin          | Land | Zeit (min) |
| ----- | ----------------- | ---- | ---------- |
| 1     | Parul Chaudhary   | IND  | 9:38,76    |
| 2     | Xu Shuangshuang   | CHN  | 9:44,54    |
| 3     | Reimi Yoshimura   | JPN  | 9:48,48    |
| 4     | Preeti Lamba      | IND  | 9:48,50    |
| 5     | Chikako Mori      | JPN  | 9:56,67    |
| 6     | Nguyễn Thị Oanh   | VIE  | 10:09,62   |
| 7     | Daisy Jepkemei    | KAZ  | 10:19,19   |
| 8     | Dilshoda Usmanova | UZB  | 10:45,05   |
| 9     | Joida Gagnao      | PHI  | 11:38,38   |

14. Juli

### 4 × 100 m Staffel
| Platz | Land                | Athletinnen | Zeit (s) |
| ----- | ------------------- | --- | -------- |
| 1     | Volksrepublik China | Liang Xiaojing Wei Yongli Yuan Qiqi Ge Manqi                                                                                                 | 43,35    |
| 2     | Japan               | Miu Kurashige Arisa Kimishima Remi Tsuruta Midori Mikase im Vorlauf außerdem: Shuri Aono                                                     | 43,95    |
| 3     | Thailand            | Supawan Thipat Supanich Poolkerd On-uma Chattha Athicha Phetkun                                                                              | 44,56    |
| 4     | Hongkong            | Luo Tsz Yuen Leung Kwan Yi Li Tsz To Kong Chun Ki                                                                                            | 45,51    |
| 5     | Malaysia            | Nurul Aliah Nor Azmi Zaidatul Husniah Zulkifli Nur Afrina Batrisyia Chelsea Cassiopea Evali Bopulas im Vorlauf außerdem: Azreen Nabila Alias | 45,56    |
| 6     | Singapur            | Shanti Pereira Elizabeth-Ann Tan Shee Ru Roxanne Rose Zulueta Enriquez Clara Goh im Vorlauf außerdem: Bernice Liew Yee Ling                  | 45,60    |
|       | Usbekistan          | Lidiya Podsepkina Kamila Mirsaliyeva Nurxon Ochilova Malika Rajabova                                                                         | DSQ      |
|       | Kasachstan          | Arina Mischejewa Rima Kaschafutdinowa Julija Baschmanowa Olga Safronowa                                                                      | DSQ      |

Finale: 12. Juli

### 4 × 400 m Staffel
| Platz | Land       | Athletinnen                                                                 | Zeit (min) |
| ----- | ---------- | --------------------------------------------------------------------------- | ---------- |
| 1     | Vietnam    | Nguyễn Thị Ngọc Minh Hạnh Hoàng Thị Nguyễn Thị Huyền Nguyễn Thị Hằng        | 3:32,36    |
| 2     | Sri Lanka  | Nadeesha Ramanayake Lakshima Mendis Harshani Fernando Tharushi Karunarathna | 3:33,27 NR |
| 3     | Indien     | Rezoana Mallick Heena Aishwarya Mishra Jyothika Sri Dandi Subha Venkatesan  | 3:33,73    |
| 4     | Japan      | Haruna Kuboyama Nanako Matsumoto Shuri Aono Ami Yamamoto                    | 3:35,26    |
| 5     | Usbekistan | Laylo Allaberganova Kamila Mirsaliyeva Malika Rajabova Farida Soliyeva      | 3:39,83    |
| 6     | Hongkong   | Ashleigh Ma Ying Wen Tang Pui Kwan Chow Chi Ku Jane Christa Ming            | 3:46,87 NR |

16. Juli

### 20 km Gehen
| Platz | Athletin              | Land | Zeit (h) |
| ----- | --------------------- | ---- | -------- |
| 1     | Yang Liujing          | CHN  | 1:32:37  |
| 2     | Priyanka Goswami      | IND  | 1:34:24  |
| 3     | Yukiko Umeno          | JPN  | 1:36:17  |
| 4     | Miyu Naito            | JPN  | 1:37:34  |
| 5     | Bhawna Jat            | IND  | 1:38:26  |
| 6     | Galina Yakusheva      | KAZ  | 1:42:05  |
| 7     | Ching Siu Nga         | HKG  | 1:42:13  |
| 8     | Su Wenxiu             | CHN  | 1:45:31  |
| 9     | Kotcaphon Tangsrivong | THA  | 1:50:20  |
| 10    | Puspita Violine Intan | INA  | 1:55:47  |
| 11    | Chonticha Prajakjit   | THA  | 2:00:25  |

16. Juli

### Hochsprung
| Platz | Athletin                | Land | Höhe (m) |
| ----- | ----------------------- | ---- | -------- |
| 1     | Kristina Owtschinnikowa | KAZ  | 1,86     |
| 2     | Jelisaweta Matwejewa    | KAZ  | 1,86     |
| 3     | Svetlana Radzivil       | UZB  | 1,83     |
| 4     | Lu Jiawen               | CHN  | 1,83     |
| 4     | Nagisa Takahashi        | JPN  | 1,83     |
| 6     | Li Ching-ching          | TPE  | 1,80     |
| 7     | Pooja Singh             | IND  | 1,75     |
| 7     | Rubina Yadav            | IND  | 1,75     |
| 7     | Aleksandra Sharkayeva   | UZB  | 1,75     |
| 10    | Norliyana Kamaruddin    | MAS  | 1,75     |
| 11    | Lin Pei-hsuan           | TPE  | 1,75     |
| 12    | Most Ritu Akhtar        | BAN  | 1,70     |
| 12    | Maryam Abdulelah        | IRQ  | 1,70     |
| 14    | Wong Yuen Nam           | HKG  | 1,70     |
| 14    | Michelle Sng            | SGP  | 1,70     |
|       | Chung Wai Yan           | HKG  | NM       |

13. Juli

### Stabhochsprung
| Platz | Athletin               | Land | Höhe (m) |
| ----- | ---------------------- | ---- | -------- |
| 1     | Li Ling                | CHN  | 4,66 =CR |
| 2     | Niu Chunge             | CHN  | 4,51     |
| 3     | Chayanisa Chomchuendee | THA  | 4,10     |
| 4     | Misaki Morota          | JPN  | 4,00     |
| 5     | Sheng Yi-ju            | TPE  | 4,00     |
| 6     | Anastassija Jermakowa  | KAZ  | 3,80     |
| 7     | Megumi Dainobu         | JPN  | 3,80     |
| 8     | Chonthicha Khabut      | THA  | 3,60     |
| 9     | Shin Soo-young         | KOR  | 3,60     |
| 10    | Piyada Bunkwang        | THA  | 3,40     |
|       | Baranica Elangovan     | IND  | NM       |

14. Juli

### Weitsprung
| Platz | Athletin             | Land | Weite (m) |
| ----- | -------------------- | ---- | --------- |
| 1     | Sumire Hata          | JPN  | 6,97 NR   |
| 2     | Shaili Singh         | IND  | 6,54      |
| 3     | Zhong Jiawei         | CHN  | 6,46 =PB  |
| 4     | Ancy Sojan Edappilly | IND  | 6,41      |
| 5     | Ayaka Kōra           | JPN  | 6,32      |
| 6     | Darya Reznichenko    | UZB  | 6,24      |
| 7     | Yue Ya Xin           | HKG  | 6,23      |
| 8     | Bùi Thị Thu Thảo     | VIE  | 6,22      |
| 9     | Maria Natalia Londa  | INA  | 5,97      |
| 10    | Sarangi Silva        | SRI  | 6,97      |
| 11    | Supawat Choothong    | THA  | 5,86      |
| 12    | Anastassija Rypakowa | KAZ  | 5,74      |
| 13    | Lin Tzu-chi          | TPE  | 5,73      |
| 14    | Sabina Batadschijewa | KGZ  | 5,40      |
| 15    | Saina Xoshimova      | UZB  | 5,04      |
| 16    | Sou Iman             | MAC  | 5,04      |
| 17    | Yara Firas Mohammed  | JOR  | 4,86      |
| 18    | Pok Pisey            | CAM  | 4,20      |

14. Juli

### Dreisprung
| Platz | Athletin             | Land | Weite (m) |
| ----- | -------------------- | ---- | --------- |
| 1     | Mariko Morimoto      | JPN  | 14,06     |
| 2     | Zeng Rui             | CHN  | 14,01     |
| 3     | Nguyễn Thị Hương     | VIE  | 13,68 PB  |
| 4     | Maoko Takashima      | JPN  | 13,63     |
| 5     | Parinya Chuaimaroeng | THA  | 13,58     |
| 6     | Randi Hemasha Cooray | SRI  | 13,17     |
| 7     | Xushnoza Shavkatova  | UZB  | 13,05     |
| 8     | Vera Chan Shannon    | HKG  | 12,47     |
| 9     | Walerija Safonowa    | KAZ  | 11,96     |

12. Juli

### Kugelstoßen
| Platz | Athletin              | Land | Weite (m) |
| ----- | --------------------- | ---- | --------- |
| 1     | Song Jiayuan          | CHN  | 18,88     |
| 2     | Abha Khatua           | IND  | 18,06 PB  |
| 3     | Manpreet Kaur         | IND  | 17,00 SB  |
| 4     | Jeong Yu-sun          | KOR  | 16,89     |
| 5     | Chien Chen-hsin       | TPE  | 16,49 PB  |
| 6     | Malika Nasreddinova   | UZB  | 16,21     |
| 7     | Nanaka Kori           | JPN  | 16,02     |
| 8     | Areerat Intadis       | THA  | 15,20     |
| 9     | Wu Tzu-en             | TPE  | 15,07     |
| 10    | Nani Shahirah Maryata | MAS  | 14,92     |
| 11    | Eki Febri Ekawati     | INA  | 14,88     |

16. Juli

### Diskuswurf
| Platz | Athletin             | Land | Weite (m) |
| ----- | -------------------- | ---- | --------- |
| 1     | Feng Bin             | CHN  | 66,42 CR  |
| 2     | Wang Fang            | CHN  | 58,49     |
| 3     | Subenrat Insaeng     | THA  | 55,80     |
| 4     | Maki Saitō           | JPN  | 54,19     |
| 5     | Nanaka Kori          | JPN  | 53,72     |
| 6     | Queenie Kung Ni Ting | MAS  | 49,30     |
| 7     | Nur Atiqah Sufiah    | MAS  | 43,55     |

14. Juli

### Hammerwurf
| Platz | Athletin               | Land | Weite (m) |
| ----- | ---------------------- | ---- | --------- |
| 1     | Zhao Jie               | CHN  | 69,39     |
| 2     | Joy McArthur           | JPN  | 66,56     |
| 3     | Raika Murakami         | JPN  | 64,17     |
| 4     | Yu Ya-chien            | TPE  | 61,19     |
| 5     | Zarina Nosirjonova     | UZB  | 61,06     |
| 6     | Park Seo-jin           | KOR  | 59,20     |
| 7     | Grace Wong Xiu Mei     | MAS  | 57,99     |
| 8     | Panwat Gimsrang        | THA  | 57,14     |
| 9     | Mingkamon Koomphon     | THA  | 57,13     |
| 10    | Elina Silyamiyeva      | UZB  | 56,46     |
| 11    | Zahra Arab Rostami     | IRI  | 53,41     |
| 12    | Anastassija Kaloschina | KAZ  | 51,78     |

13. Juli

### Speerwurf
| Platz | Athletin         | Land | Weite (m) |
| ----- | ---------------- | ---- | --------- |
| 1     | Marina Saitō     | JPN  | 61,67     |
| 2     | Liu Shiying      | CHN  | 61,51     |
| 3     | Dilhani Lekamge  | SRI  | 60,93 PB  |
| 4     | Annu Rani        | IND  | 59,10     |
| 5     | Gu Xinjie        | CHN  | 57,54     |
| 6     | Momone Ueda      | JPN  | 57,25     |
| 7     | Su Chao-chi      | TPE  | 52,74     |
| 8     | Jennet Muhamowa  | TKM  | 52,16 PB  |
| 9     | Jariya Wichaidit | THA  | 51,14     |
| 10    | Chu Pin-hsun     | TPE  | 50,87     |
| 11    | Kim Gyeon-gae    | KOR  | 49,13     |
| 12    | Ng Ki Sum        | HKG  | 45,14     |
| 13    | Gennah Malapit   | PHI  | 43,57     |

12. Juli

### Siebenkampf
| Platz | Athletin             | Land | Punkte  |
| ----- | -------------------- | ---- | ------- |
| 1     | Yekaterina Voronina  | UZB  | 6098    |
| 2     | Swapna Barman        | IND  | 5840 SB |
| 3     | Yuki Yamasaki        | JPN  | 5696    |
| 4     | Karin Odama          | JPN  | 5487    |
| 5     | Sarah Dequinan       | PHI  | 5446 NR |
| 6     | Chen Tsai-chuan      | TPE  | 5386    |
| 7     | Diana Geinz          | KAZ  | 4671    |
|       | Sunisa Khotseemueang | THA  | DNF     |
|       | Zheng Ninali         | CHN  | DNF     |

14./15. Juli

## Mixed

### 4 × 400 m Staffel
| Platz | Land        | Athleten                                                                   | Zeit (min) |
| ----- | ----------- | -------------------------------------------------------------------------- | ---------- |
| 1     | Indien      | Rajesh Ramesh Aishwarya Mishra Amoj Jacob Subha Venkatesan                 | 3:14,70 NR |
| 2     | Sri Lanka   | Aruna Dharshana Tharushi Karunarathna Kalinga Kumarage Nadeesha Ramanayake | 3:15,41 NR |
| 3     | Japan       | Kenki Imaizumi Haruna Kuboyama Fuga Satō Nanako Matsumoto                  | 3:15,71 NR |
| 4     | Vietnam     | Trần Nhật Hoàng Nguyễn Thị Hằng Trần Đình Sơn Minh Hạnh Hoàng Thị          | 3:20,72    |
| 5     | Thailand    | Sarawut Nuansri Arisa Weruwanarak Joshua Atkinson Benny Nontanam           | 3:22,20    |
| 6     | Philippinen | Frederick Ramirez Jessel Lumapas Michael del Prado Maureen Schrijvers      | 3:22,53 NR |
| 7     | Kasachstan  | Andrei Sokolow Adelina Sems Jefim Tarassow Alexandra Saljubowskaja         | 3:27,84    |

15. Juli